# 케니 샤프
케니 샤프(Kenny Scharf, 1958년 11월 23일~)는 미국 현대 미술의 대표적 설치작가 겸 화가이다.
그는 1980년대 장 미셸 바스키아, 키스 해링과 함께 이스트빌리지에서 활동한 것으로 유명하다. 그의 작품은 회화, 조각, 패션, 비디오, 퍼포먼스 아트 및 거리 예술 등 여러 분야에 걸쳐 있다. Flintstones, Jetsons 등 그의 대표작들은 미국 팝 문화 아이콘이나 묵시록적인 과학 소설 설정을 중류 계급 미국인의 관점으로 그려냈다는 평가를 받는다.

## 생애
1958년 미국 로스앤젤레스 출생, B.F.A를 받기 위해 뉴욕 맨해튼으로 이사해 1980년 School of Visual Arts에서 미술을 전공했다. 그는 자신의 홈페이지에서 자기 작업의 목표를 이렇게 밝혔다. "전문 예술가로서의 나의 야망은 회화, 조각, 공연 분야에서 내 작업을 확고히 함으로써 내가 30년 전에 세운 과정을 유지하는 것이다. 내가 수행하는 모든 프로젝트는 과거 경험을 토대로 구축된다. 내 원천적 접근방식(My original approach)은 바뀌지 않는다. 매번 가능한 최고의 작품을 만들어내는 것은 개인적인 도전이다. 내 작품에서 매우 중요하고 지침적인 원칙 중 하나는 순수미술의 엘리트주의적 경계를 벗어나 예술 작품을 통해 대중 문화와 연결되는 것이다. 내 개인적인 야망은 언제나 그 본보기가 되는 것이다."
그가 말한 '과거 경험'은 1978년 뉴욕 이스트 빌리지East Village '클럽 57'에 뿌리를 두고 있다. 거기서 그는 키스 해링, 장 미셸 바스키아 등 당시엔 유명하지 않았지만 이후 팝아트의 거장이 된 아티스트들과 어울려 다양한 파티, 전시, 퍼포먼스를 선보였다. (그 시절 그들의 스승으로 앤디 워홀이 거론되고는 한다.) 그는 W코리아 인터뷰에서 당시를 이렇게 회상한다. "매일매일 아트 쇼와 밴드 공연 등 다양한 행사가 열렸고, 단 하루도 그곳을 떠나고 싶지 않았다. 당시에는 훗날 우리가 도모한 것들이 이렇게 전시로 다뤄질 것이라고 생각도 못 했다. 지금에야 그때 일어났던 퍼포먼스를 정의 내릴 수 있지만 당시 관중은 오직 그곳에 모인 아티스트뿐이었다. 나는 페인터이자 비주얼 아티스트이지만 그 당시엔 거기서 노래도 부르고 춤을 추고 연기도 했다. 그곳에 있는 모두가 무슨 형식과 매체로든 자신을 표현하는 데 주저함이 없었다. 서로의 경계를 허물고, 하고 싶은 것을 마음껏 표현할 수 있는 멋진 장소였다."

### 작품세계
Cosmic Caverns, immersive black light 등 그의 유명한 작품들은 1980년대 시작됐다. 첫 번째는 Cosmic Closet였으며 이것은 그가 키스 해링과 함께 썼던 타임스퀘어 아파트의 옷장에 설치됐다.(한국 전시회에서 '코스믹 카반(Cosmic Cavern)'이라는 제목으로 소개된 작품은 그 연장선상에 있다. 서울신문은 이 작품을 플라스틱 폐기물에 형광 페인트를 칠한 사이키델릭한 우주 공간이라고 표현했다.) 이 시기에 그는 Fun Gallery (1981), Tony Shafrazi (1984)에서 전시를 했다.
그가 이름을 얻기 시작한 건 1985년 휘트니 비엔날레 (Whitney Biennial)였다. 그후 그는 멕시코 등 여러 곳에서 전시회를 열었으며 미국 브롱스고속도로 3번가, 뉴욕 노퍽스트리트 등 여러곳에 그의 작품을 설치했다. 2017년에는 로스앤젤레스의 명예 프레이저 갤러리에서 자신의 최근 1인 전시회인 "BLOX 와 BAX"를 선보였다. 또한 2017년에는 휘트니 박물관에서 열린 대규모 그룹 전시회인 "Fast Forward: Past Fast Forward: 1980년대의 그림"에 그의 작품이 선보였다.
그는 대중 문화, 그리고 상품 머천다이징을 적극 활용하는 것으로 유명하다. 그는 B-52의 네 번째 스튜디오 앨범의 커버를 제작했으며 2002년에는 The Groovenians for Adult Swim이라는 애니메이션 시리즈의 파일럿을 창작했다. 그는 다큐멘터리 <키스 해링의 우주>, 그의 친구이자 오페라 가수인 클라우스 노미 (Klaus Nomi)에 관한 노미 송 (Nomi Song)에 출연했다.
2018년 10월 3일부터 2019년 3월 3일까지 아시아 최초로 서울 롯데뮤지엄에서 그의 전시회가 열린다. 비디오아티스트 백남준과도 교류가 많았던 것으로 알려진 그는 자신의 대표 작품에 티비를 소품으로 활용하기도 했다. 
KBS 또, 태극기에서 영감을 얻어 제작한 벽화‘Dragon serpents adore Korea!' 가 전시된다.

기아자동차와도 연관이 있는데, 기아 스토닉을 이용해 자신의 예술 중 하나인 '카밤지' 에디션을 만들었고 그 중 한 대는 기아차 복합문화공간인 BEAT360에 전시되어 있다.